# 志太郡衙跡
志太郡衙跡（しだぐんがあと）は、静岡県藤枝市南駿河台にある古代駿河国志太郡の郡家（郡衙）の遺跡。別名を御子ヶ谷遺跡（みこがやいせき）。国の史跡に指定されている。

## 概要
1977年（昭和52年）に団地造営のための区画整備を行っている際に発見され、その後の発掘調査によって掘立柱建物30棟をはじめ、門や板塀、井戸・道路などの遺構が次々と発見され、古代郡衙の構造を示すものとされた。さらに出土した260点余りの墨書土器から、「志太」という地名と大領・少領・主帳などの郡司の官職名が確認され、志太郡の郡衙跡と判明した。このため、当該区域での団地造営は中止され、史跡公園として整備された。
遺構は東西と南側を丘陵に囲まれた谷部に位置し、8世紀前半から9世紀前半にかけて3期の造替を繰り返したと見られる。建物は南北に棟の方位を揃えた規則的な配置であるが、小規模かつ典型的な郡庁と異なる構成であるため、郡庁や正倉ではなく厨家や館の遺構と推測される。

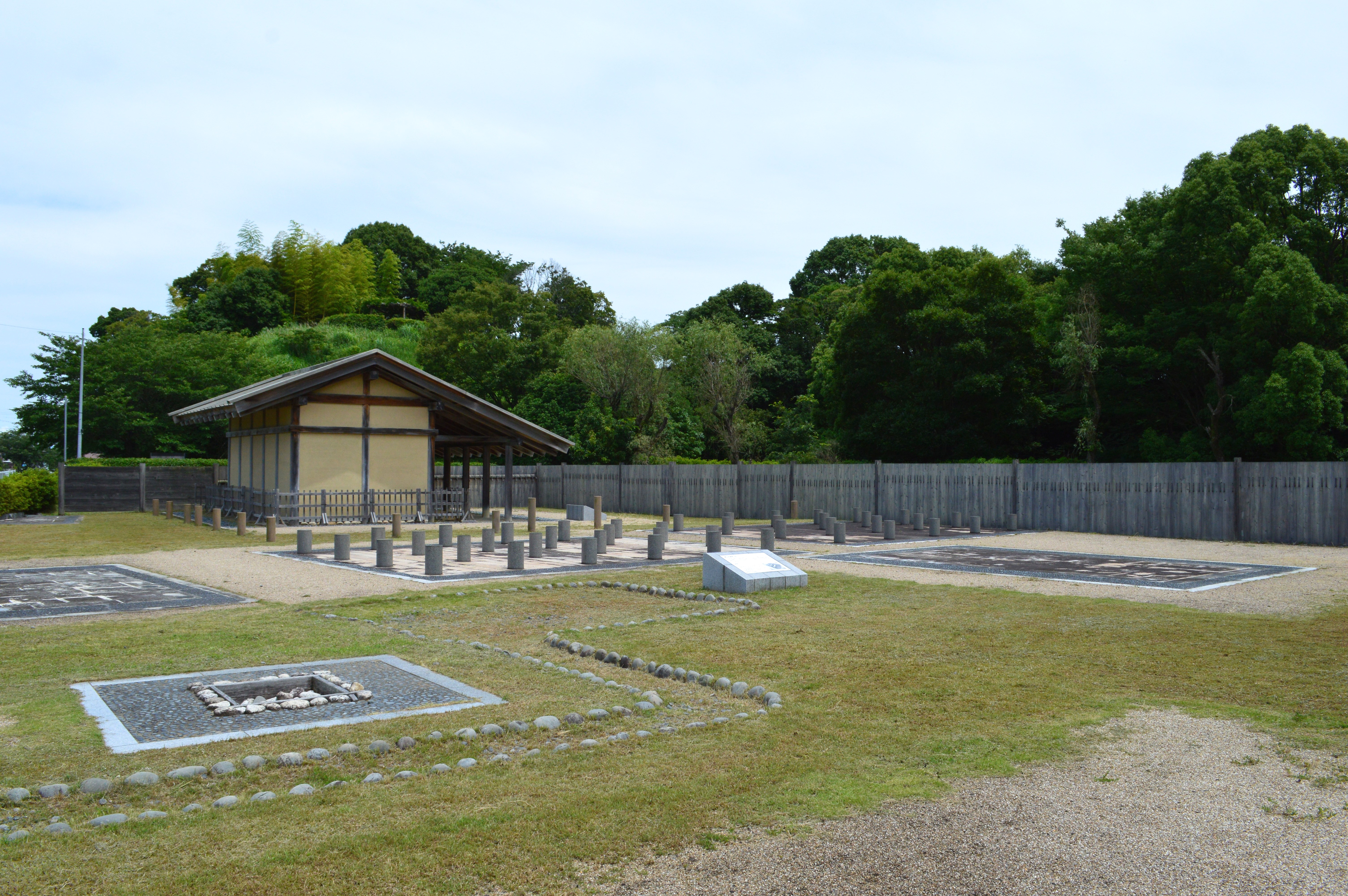
井戸と掘立柱建物群（1棟のみ復元）
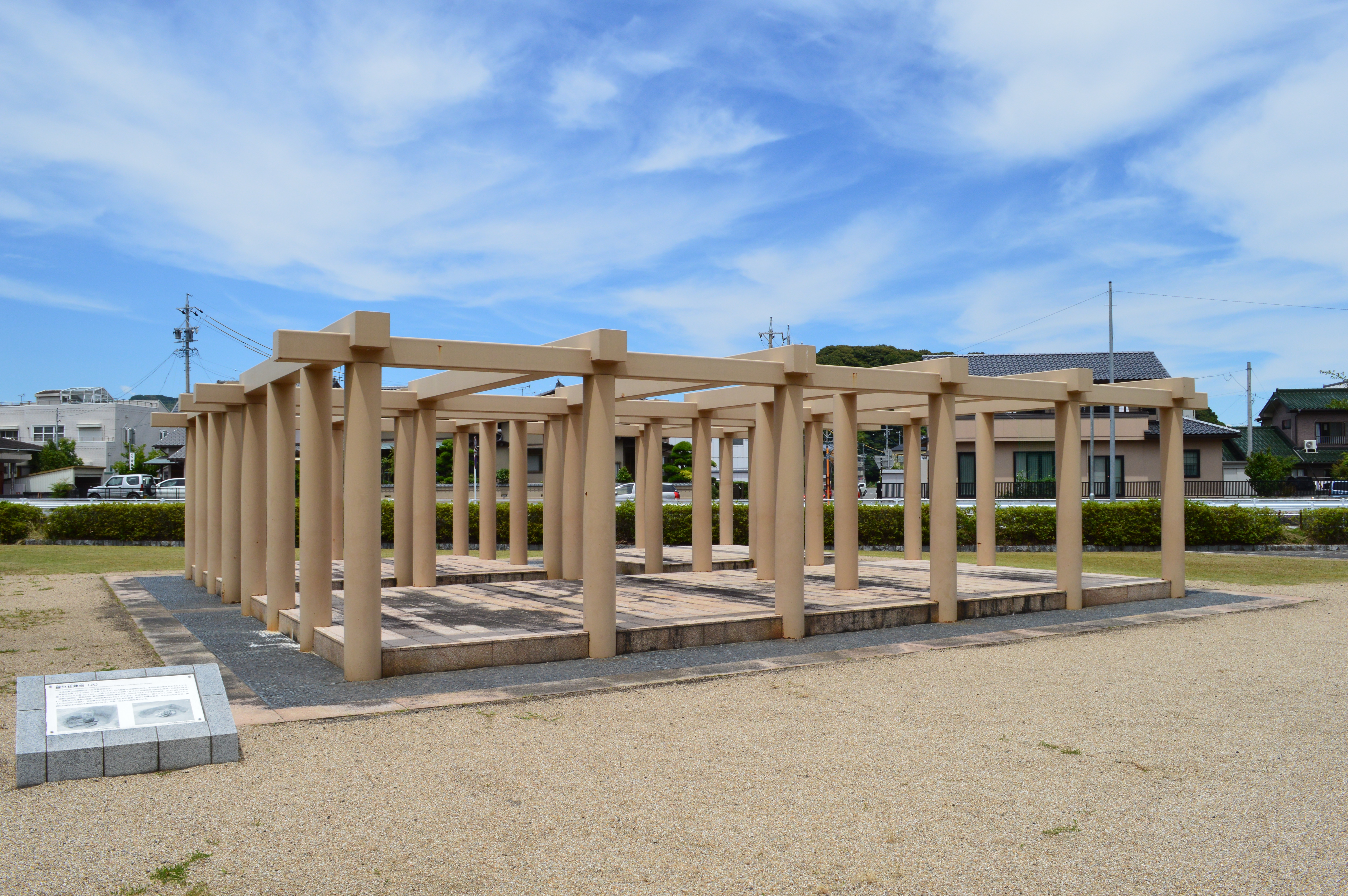
掘立柱建物A
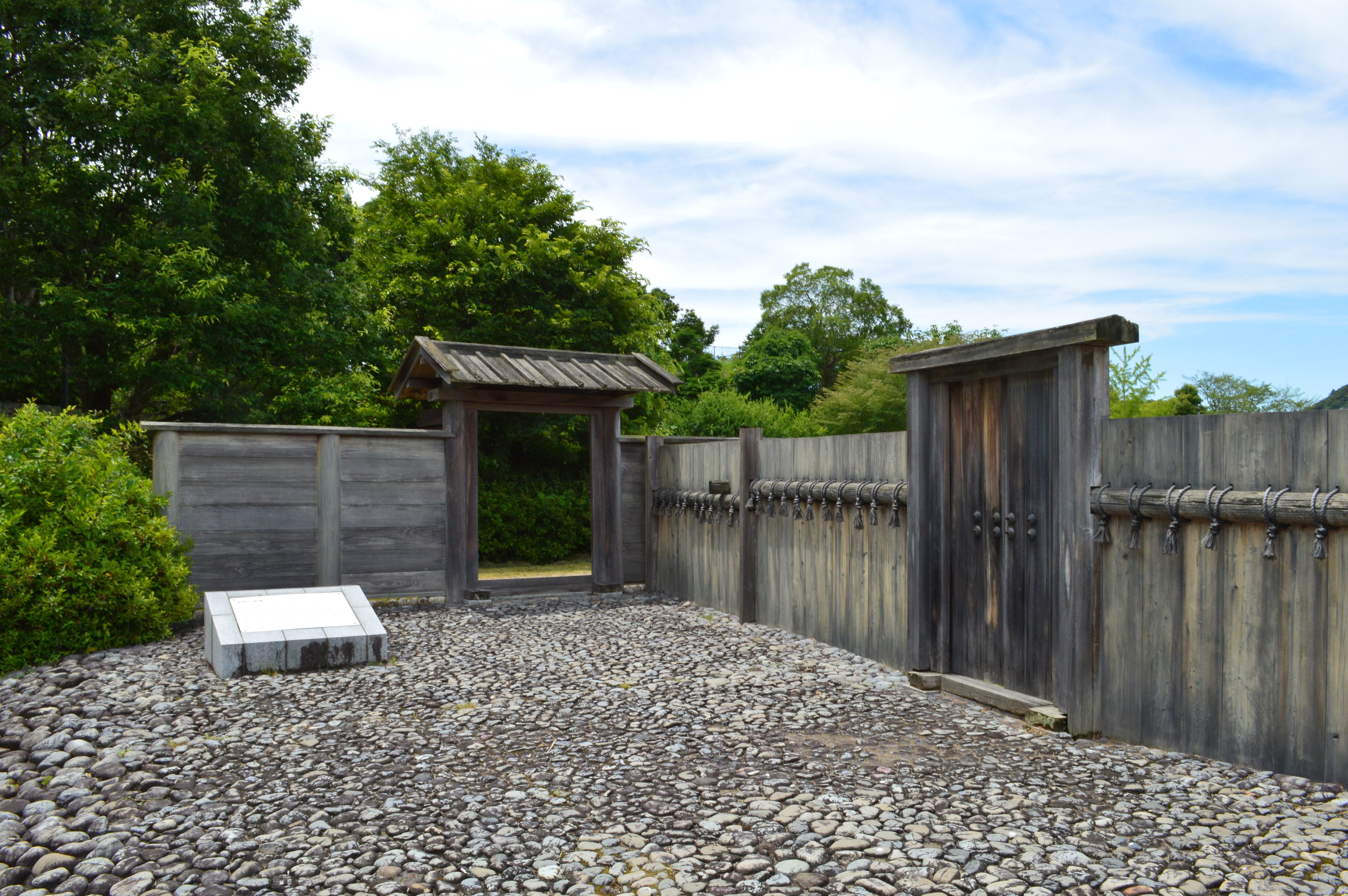
正門（左）と通用門（右、いずれも復元）
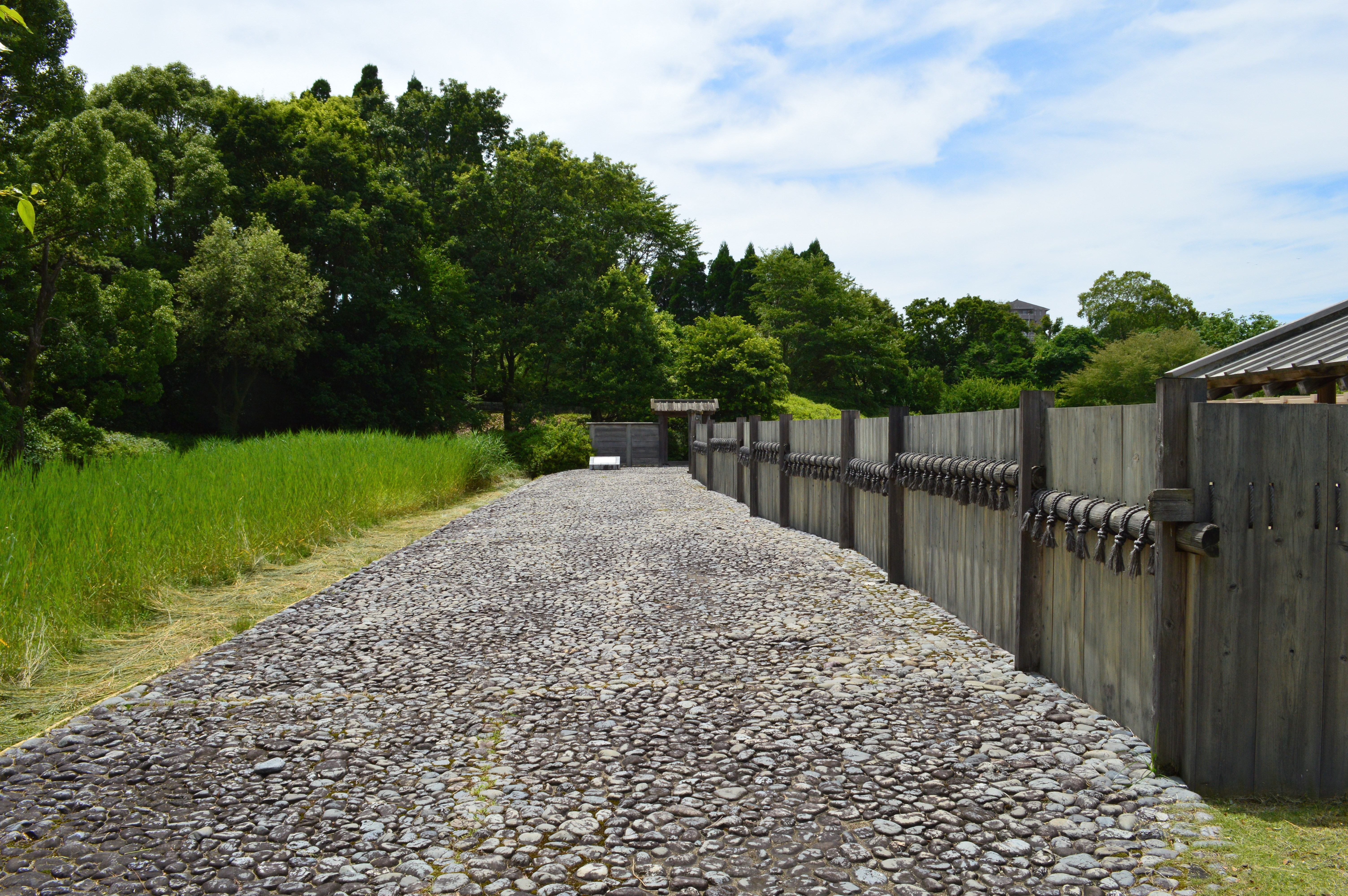
石敷道路 正面に正門、左に沼地（大量の木製品が出土）。
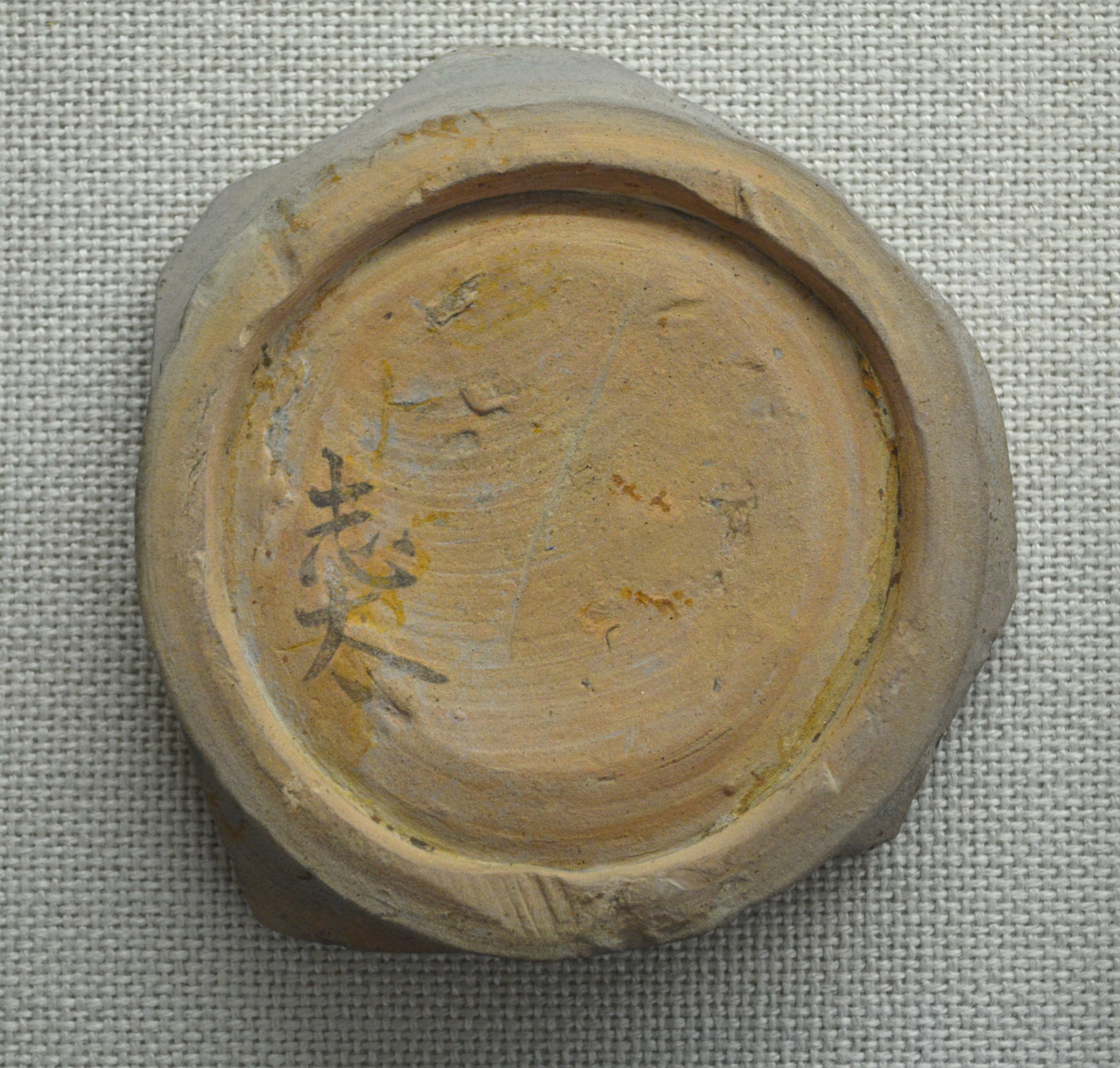
「志太」墨書銘土器 志太郡衙資料館展示。
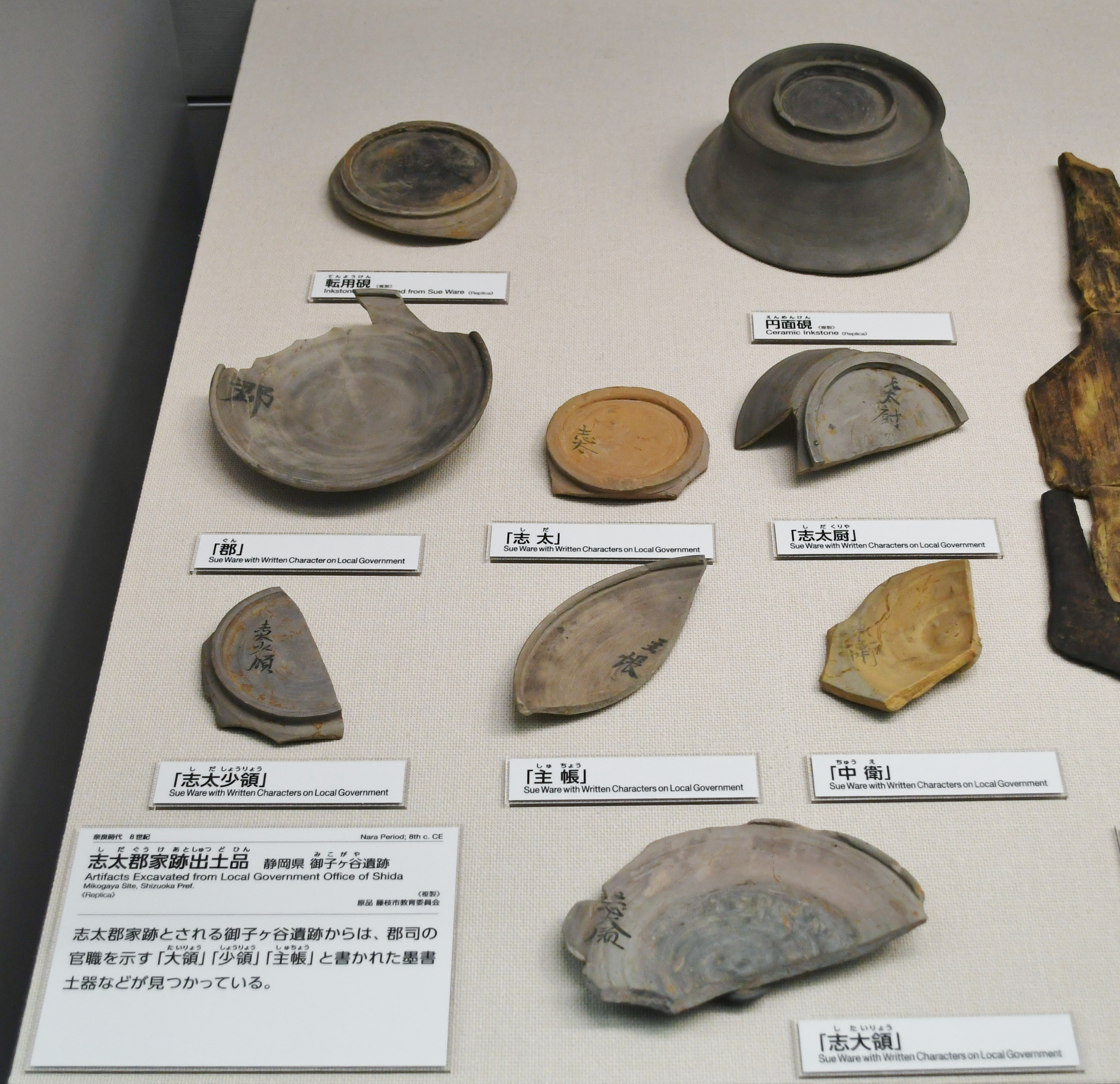
出土品（複製） 国立歴史民俗博物館展示。

## 文化財

### 国の史跡
- 志太郡衙跡 - 1980年（昭和55年）10月22日指定[1]。

### 静岡県指定文化財
- 有形文化財[3]
  - 志太郡衙関連遺跡出土文字資料（考古資料） - 2004年（平成16年）2月27日指定。

## 関連施設

### 志太郡衙資料館
- 開館時間：午前9時-午後5時
- 休館日：月曜日、祝日翌日、年末年始